# Grand Prix Stanów Zjednoczonych 2018
Grand Prix Stanów Zjednoczonych 2018, oficjalnie Formula 1 Pirelli 2018 United States Grand Prix – osiemnasta eliminacja Mistrzostw Świata Formuły 1 w sezonie 2018. Grand Prix odbyło się w dniach 19–21 października 2018 roku na torze Circuit of the Americas w Austin.

## Lista startowa
Źródło: Wyprzedź Mnie!
| Nr | Kierowca          | Zespół                           | Samochód                      | Silnik            | Opony |
| -- | ----------------- | -------------------------------- | ----------------------------- | ----------------- | ----- |
| 2  | Stoffel Vandoorne | McLaren F1 Team                  | McLaren MCL33                 | Renault 1.6T V6   | P     |
| 3  | Daniel Ricciardo  | Aston Martin Red Bull Racing     | Red Bull RB14                 | TAG Heuer 1.6T V6 | P     |
| 5  | Sebastian Vettel  | Scuderia Ferrari                 | Ferrari SF71H                 | Ferrari 1.6T V6   | P     |
| 7  | Kimi Räikkönen    | Scuderia Ferrari                 | Ferrari SF71H                 | Ferrari 1.6T V6   | P     |
| 8  | Romain Grosjean   | Haas F1 Team                     | Haas VF-18                    | Ferrari 1.6T V6   | P     |
| 9  | Marcus Ericsson   | Alfa Romeo Sauber F1 Team        | Sauber C37                    | Ferrari 1.6T V6   | P     |
| 10 | Pierre Gasly      | Red Bull Toro Rosso Honda        | Toro Rosso STR13              | Honda 1.6T V6     | P     |
| 11 | Sergio Pérez      | Racing Point Force India F1 Team | Force India VJM11             | Mercedes 1.6T V6  | P     |
| 14 | Fernando Alonso   | McLaren F1 Team                  | McLaren MCL33                 | Renault 1.6T V6   | P     |
| 16 | Charles Leclerc   | Alfa Romeo Sauber F1 Team        | Sauber C37                    | Ferrari 1.6T V6   | P     |
| 18 | Lance Stroll      | Williams Martini Racing          | Williams FW41                 | Mercedes 1.6T V6  | P     |
| 20 | Kevin Magnussen   | Haas F1 Team                     | Haas VF-18                    | Ferrari 1.6T V6   | P     |
| 27 | Nico Hülkenberg   | Renault Sport Formula One Team   | Renault R.S.18                | Renault 1.6T V6   | P     |
| 28 | Brendon Hartley   | Red Bull Toro Rosso Honda        | Toro Rosso STR13              | Honda 1.6T V6     | P     |
| 31 | Esteban Ocon      | Racing Point Force India F1 Team | Force India VJM11             | Mercedes 1.6T V6  | P     |
| 33 | Max Verstappen    | Aston Martin Red Bull Racing     | Red Bull RB14                 | TAG Heuer 1.6T V6 | P     |
| 35 | Siergiej Sirotkin | Williams Martini Racing          | Williams FW41                 | Mercedes 1.6T V6  | P     |
| 38 | Sean Gelael       | Red Bull Toro Rosso Honda        | Toro Rosso STR13              | Honda 1.6T V6     | P     |
| 44 | Lewis Hamilton    | Mercedes AMG Petronas Motorsport | Mercedes AMG F1 W09 EQ Power+ | Mercedes 1.6T V6  | P     |
| 47 | Lando Norris      | McLaren F1 Team                  | McLaren MCL33                 | Renault 1.6T V6   | P     |
| 55 | Carlos Sainz Jr.  | Renault Sport Formula One Team   | Renault R.S.18                | Renault 1.6T V6   | P     |
| 77 | Valtteri Bottas   | Mercedes AMG Petronas Motorsport | Mercedes AMG F1 W09 EQ Power+ | Mercedes 1.6T V6  | P     |
| Nr | Kierowca          | Zespół                           | Samochód                      | Silnik            | Opony |

## Wyniki

### Sesje treningowe
Źródło: Wyprzedź Mnie!
| Sesja | Nr | Kierowca         | Konstruktor | Czas     | Okr. |
| ----- | -- | ---------------- | ----------- | -------- | ---- |
| 1     | 44 | Lewis Hamilton   | Mercedes    | 1:47,502 | 6    |
| 2     | 44 | Lewis Hamilton   | Mercedes    | 1:48,716 | 3    |
| 3     | 5  | Sebastian Vettel | Ferrari     | 1:33,797 | 20   |

### Kwalifikacje
Źródło: Wyprzedź Mnie!
| Poz. | Nr | Kierowca          | Konstruktor | Q1       | Q2         | Q3       | Poz. s. |
| --- | --- | ----------------- | ----------- | -------- | ---------- | -------- | ------- |
| 1 | 44 | Lewis Hamilton    | Mercedes    | 1:34,130 | 1:33,480   | 1:32,237 | 1       |
| 2 | 5 | Sebastian Vettel  | Ferrari     | 1:34,569 | 1:33,079   | 1:32,298 | 5       |
| 3 | 7 | Kimi Räikkönen    | Ferrari     | 1:34,703 | 1:32,884   | 1:32,307 | 2       |
| 4 | 77 | Valtteri Bottas   | Mercedes    | 1:34,518 | 1:33,702   | 1:32,616 | 3       |
| 5 | 3 | Daniel Ricciardo  | Red Bull    | 1:34,755 | 1:34,185   | 1:33,494 | 4       |
| 6 | 31 | Esteban Ocon      | Force India | 1:34,876 | 1:34,522   | 1:34,145 | 6       |
| 7 | 27 | Nico Hülkenberg   | Renault     | 1:34,932 | 1:34,564   | 1:34,215 | 7       |
| 8 | 8 | Romain Grosjean   | Haas        | 1:34,892 | 1:34,419   | 1:34,250 | 8       |
| 9 | 16 | Charles Leclerc   | Sauber      | 1:35,069 | 1:34,255   | 1:34,420 | 9       |
| 10 | 11 | Sergio Pérez      | Force India | 1:35,193 | 1:34,525   | 1:34,594 | 10      |
| 11 | 55 | Carlos Sainz Jr.  | Renault     | 1:34,891 | 1:34,566   |          | 11      |
| 12 | 20 | Kevin Magnussen   | Haas        | 1:34,972 | 1:34,732   |          | 12      |
| 13 | 10 | Pierre Gasly      | Toro Rosso  | 1:34,850 | brak czasu |          | 19      |
| 14 | 28 | Brendon Hartley   | Toro Rosso  | 1:35,206 | brak czasu |          | 20      |
| 15 | 33 | Max Verstappen    | Red Bull    | 1:34,766 | brak czasu |          | 18      |
| 16 | 14 | Fernando Alonso   | McLaren     | 1:35,294 |            |          | 13      |
| 17 | 35 | Siergiej Sirotkin | Williams    | 1:35,362 |            |          | 14      |
| 18 | 18 | Lance Stroll      | Williams    | 1:35,480 |            |          | 15      |
| 19 | 9 | Marcus Ericsson   | Sauber      | 1:35,536 |            |          | 16      |
| 20 | 2 | Stoffel Vandoorne | McLaren     | 1:35,735 |            |          | 17      |
| Poz. | Nr | Kierowca          | Konstruktor | Q1       | Q2         | Q3       | Poz. s. |
| \| Legenda \| Legenda \| \| ------------------------ \| ---------------------------------------------------------------------------------------------------------------------------------------------------------------------------------------------------------------------------------------------------------------- \| \| Poz. Nr Q1 Q2 Q3 Poz. s. \| Pozycja zajęta w sesji kwalifikacyjnej Numer startowy kierowcy Wynik uzyskany w pierwszej części kwalifikacji Wynik uzyskany w drugiej części kwalifikacji Wynik uzyskany w trzeciej części kwalifikacji Pozycja startowa po uwzględnięniu kar, przesunięć, itp. \| | |                   |             |          |            |          |         |
| Legenda | |                   |             |          |            |          |         |
| Poz. Nr Q1 Q2 Q3 Poz. s. | Pozycja zajęta w sesji kwalifikacyjnej Numer startowy kierowcy Wynik uzyskany w pierwszej części kwalifikacji Wynik uzyskany w drugiej części kwalifikacji Wynik uzyskany w trzeciej części kwalifikacji Pozycja startowa po uwzględnięniu kar, przesunięć, itp. |                   |             |          |            |          |         |

Uwagi
1. ↑  Sebastian Vettel został ukarany cofnięciem o 3 pozycje, gdyż nie zwolnił podczas czerwonej flagi podczas treningu.
2. ↑  Pierre Gasly został ukarany cofnięciem o 35 pozycji za przekroczenie limitu wymian części jednostki napędowej.
3. ↑  Brendon Hartley został ukarany cofnięciem o 40 pozycji; 35 za przekroczenie limitu wymian części jednostki napędowej, 5 za nieprzewidzianą zmianę skrzyni biegów.
4. ↑  Max Verstappen został ukarany cofnięciem o 5 pozycji za nieprzewidzianą zmianę skrzyni biegów.

### Wyścig
Źródło: Wyprzedź Mnie!
| P                 | + / – | Nr | Kierowca          | Konstruktor | Okr. | Czas / Strata | Komentarz              |
| ----------------- | ----- | -- | ----------------- | ----------- | ---- | ------------- | ---------------------- |
| 1                 | 1     | 7  | Kimi Räikkönen    | Ferrari     | 56   | 1h34m18,643   |                        |
| 2                 | 16    | 33 | Max Verstappen    | Red Bull    | 56   | +0:01,281     |                        |
| 3                 | 2     | 44 | Lewis Hamilton    | Mercedes    | 56   | +0:02,342     |                        |
| 4                 | 1     | 5  | Sebastian Vettel  | Ferrari     | 56   | +0:18,222     |                        |
| 5                 | 2     | 77 | Valtteri Bottas   | Mercedes    | 56   | +0:24,744     |                        |
| 6                 | 1     | 27 | Nico Hülkenberg   | Renault     | 56   | +1:27,210     |                        |
| 7                 | 4     | 55 | Carlos Sainz Jr.  | Renault     | 56   | +1:34,994     |                        |
| 8                 | 2     | 11 | Sergio Pérez      | Force India | 56   | +1:41,080     |                        |
| 9                 | 11    | 28 | Brendon Hartley   | Toro Rosso  | 55   | +1 okr.       |                        |
| 10                | 6     | 9  | Marcus Ericsson   | Sauber      | 55   | +1 okr.       |                        |
| 11                | 6     | 2  | Stoffel Vandoorne | McLaren     | 55   | +1 okr.       |                        |
| 12                | 7     | 10 | Pierre Gasly      | Toro Rosso  | 55   | +1 okr.       |                        |
| 13                | 1     | 35 | Siergiej Sirotkin | Williams    | 55   | +1 okr.       |                        |
| 14                | 1     | 18 | Lance Stroll      | Williams    | 54   | +2 okr.       |                        |
| Niesklasyfikowani |       |    |                   |             |      |               |                        |
|                   |       | 16 | Charles Leclerc   | Sauber      | 31   | +25 okr.      | uszkodzenia po kolizji |
|                   |       | 3  | Daniel Ricciardo  | Red Bull    | 8    | +48 okr.      | elektryka              |
|                   |       | 8  | Romain Grosjean   | Haas        | 2    | +54 okr.      | kolizja z Leclerkiem   |
|                   |       | 14 | Fernando Alonso   | McLaren     | 1    | +55 okr.      | kolizja ze Strollem    |
| Zdyskwalifikowani |       |    |                   |             |      |               |                        |
|                   |       | 31 | Esteban Ocon      | Force India | 56   |               | paliwo                 |
|                   |       | 20 | Kevin Magnussen   | Haas        | 56   |               | paliwo                 |
| P                 | + / – | Nr | Kierowca          | Konstruktor | Okr. | Czas / Strata | Komentarz              |

Uwagi
1. ↑  Esteban Ocon ukończył wyścig na 8. miejscu, lecz został zdyskwalifikowany za przekroczenie limitów przepływu paliwa na 1. okrążeniu.
2. ↑  Kevin Magnussen ukończył wyścig na 9. miejscu, lecz został zdyskwalifikowany za spalenie ponad 105 kg paliwa podczas wyścigu.

### Najszybsze okrążenie
Źródło: Wyprzedź Mnie!
| Nr | Kierowca       | Konstruktor | Czas     | Okr. |
| -- | -------------- | ----------- | -------- | ---- |
| 44 | Lewis Hamilton | Mercedes    | 1:37,392 | 40   |

### Prowadzenie w wyścigu
| Nr                              | Kierowca       | Konstruktor | Okrążenia          | Suma |
| ------------------------------- | -------------- | ----------- | ------------------ | ---- |
| 7                               | Kimi Räikkönen | Ferrari     | 1-10, 12-21, 38-56 | 39   |
| 44                              | Lewis Hamilton | Mercedes    | 11, 22-37          | 17   |
| \| Wykres \| \| ------ \| \| \| |                |             |                    |      |
| Źródło: racing-reference.info   |                |             |                    |      |
| Wykres                          |                |             |                    |      |
|                                 |                |             |                    |      |

## Klasyfikacja po wyścigu

### Kierowcy
| P  | +/− | Kierowca          | Starty | Punkty | P1 | P2 | P3 | PP | NO | NS |
| -- | --- | ----------------- | ------ | ------ | -- | -- | -- | -- | -- | -- |
| 1  | 0   | Lewis Hamilton    | 18     | 346    | 9  | 3  | 3  | 9  | 3  | 1  |
| 2  | 0   | Sebastian Vettel  | 18     | 276    | 5  | 2  | 3  | 5  | 2  | 1  |
| 3  | +1  | Kimi Räikkönen    | 18     | 221    | 1  | 3  | 6  | 1  | 1  | 3  |
| 4  | −1  | Valtteri Bottas   | 18     | 217    | –  | 7  | 1  | 2  | 5  | 1  |
| 5  | 0   | Max Verstappen    | 18     | 191    | 1  | 3  | 4  | –  | 2  | 3  |
| 6  | 0   | Daniel Ricciardo  | 18     | 146    | 2  | –  | –  | 1  | 4  | 7  |
| 7  | +2  | Nico Hülkenberg   | 18     | 61     | –  | –  | –  | –  | –  | 5  |
| 8  | −1  | Sergio Pérez      | 18     | 57     | –  | –  | 1  | –  | –  | 1  |
| 9  | −1  | Kevin Magnussen   | 18     | 53     | –  | –  | –  | –  | 1  | 3  |
| 10 | 0   | Fernando Alonso   | 18     | 50     | –  | –  | –  | –  | –  | 5  |
| 11 | 0   | Esteban Ocon      | 18     | 49     | –  | –  | –  | –  | –  | 5  |
| 12 | 0   | Carlos Sainz Jr.  | 18     | 45     | –  | –  | –  | –  | –  | 1  |
| 13 | 0   | Romain Grosjean   | 18     | 31     | –  | –  | –  | –  | –  | 6  |
| 14 | 0   | Pierre Gasly      | 18     | 28     | –  | –  | –  | –  | –  | 4  |
| 15 | 0   | Charles Leclerc   | 18     | 21     | –  | –  | –  | –  | –  | 5  |
| 16 | 0   | Stoffel Vandoorne | 18     | 8      | –  | –  | –  | –  | –  | 2  |
| 17 | +1  | Marcus Ericsson   | 18     | 7      | –  | –  | –  | –  | –  | 2  |
| 18 | −1  | Lance Stroll      | 18     | 6      | –  | –  | –  | –  | –  | 2  |
| 19 | 0   | Brendon Hartley   | 18     | 4      | –  | –  | –  | –  | –  | 5  |
| 20 | 0   | Siergiej Sirotkin | 18     | 1      | –  | –  | –  | –  | –  | 3  |
| P  | +/− | Kierowca          | Starty | Punkty | P1 | P2 | P3 | PP | NO | NS |

### Konstruktorzy
| P  | +/− | Konstruktor               | Starty | Punkty   | P1 | P2 | P3 | PP | NO | NS |
| -- | --- | ------------------------- | ------ | -------- | -- | -- | -- | -- | -- | -- |
| 1  | 0   | Mercedes                  | 36     | 563      | 9  | 10 | 4  | 11 | 8  | 2  |
| 2  | 0   | Ferrari                   | 36     | 497      | 6  | 5  | 9  | 6  | 3  | 4  |
| 3  | 0   | Red Bull Racing-TAG Heuer | 36     | 337      | 3  | 3  | 4  | 1  | 6  | 10 |
| 4  | 0   | Renault                   | 36     | 106      | –  | –  | –  | –  | –  | 6  |
| 5  | 0   | Haas-Ferrari              | 36     | 84       | –  | –  | –  | –  | 1  | 9  |
| 6  | 0   | McLaren-Renault           | 36     | 58       | –  | –  | –  | –  | –  | 7  |
| 7  | 0   | Force India-Mercedes      | 36     | 47 (59†) | –  | –  | 1  | –  | –  | 6  |
| 8  | 0   | Scuderia Toro Rosso-Honda | 36     | 32       | –  | –  | –  | –  | –  | 9  |
| 9  | 0   | Sauber-Ferrari            | 36     | 28       | –  | –  | –  | –  | –  | 7  |
| 10 | 0   | Williams-Mercedes         | 36     | 7        | –  | –  | –  | –  | –  | 5  |
| P  | +/− | Konstruktor               | Starty | Punkty   | P1 | P2 | P3 | PP | NO | NS |

† – Przed Grand Prix Belgii ze względu na anulowanie dotychczasowego zgłoszenia i startowanie z nowym, zespół stracił punkty w klasyfikacji konstruktorów.